# Amos Serem
Amos Serem, född 29 augusti 2002, är en kenyansk friidrottare som tävlar i fokuserar på hinderlöpning.

## Karriär
Serem tog guld på 3 000 meter hinder vid juniorvärldsmästerskapen i friidrott 2021. Han tog silver på samma distans vid Afrikanska spelen, och är uttagen att tävla vid OS 2024.